# 1448
| [ Edytuj tabelę ]                          | |
| Król Polski                                | - 1447 Kazimierz IV Jagiellończyk 1492 |
| Książę Albanii                             | - 1443 Skanderbeg 1468 - 1446 Lekë Dukagjini 1481 |
| Współksiążęta Andory                       | - 1437 Arnau Roger de Pallars 1461 - 1436 Gaston IV 1472 |
| Król Anglii                                | - 1422 Henryk VI 1461 |
| Król Aragonii i Walencji, hrabia Barcelony | - 1416 Alfons V Aragoński 1458 |
| Władca Azteków                             | - 1440 Montezuma I 1468 |
| Elektor Brandenburgii                      | - 1440 Fryderyk II Żelazny 1471 |
| Książę Bawarii-Landshut                    | - 1393 Henryk XVI Bogaty 1450 |
| Książę Bawarii-Monachium                   | - 1438 Albert III 1460 |
| Książę Burgundii                           | - 1419 Filip III Dobry 1467 |
| Cesarz Bizancjum                           | - 1425 Jan VIII Paleolog 1448 |
| Sułtan Brunei                              | - 1433 Sulaiman 1473 |
| Cesarz Chin                                | - 1435 Zhu Qizhen 1449 |
| Król Cypru                                 | - 1432 Jan II 1458 |
| Król Czech                                 | - 1440 Władysław Pogrobowiec 1457 |
| Król Danii                                 | - 1440 Krzysztof Bawarski 1448 - 1448 Chrystian I 1481 |
| Dalajlama                                  | - 1391 Gendun Drup 1474 |
| Władca Egiptu                              | - 1438 Czakmak 1453 |
| Cesarz Etiopii                             | - 1434 Zara Jaykob Konstantyn 1468 |
| Król Francji                               | - 1422 Karol VII 1461 |
| Król Gruzji                                | - 1446 Jerzy VIII 1465 |
| Hrabia Holandii                            | - 1433 Filip III Dobry (z Burgundii) 1467 |
| Władca Inków                               | - 1438 Pachacutec 1471 |
| Cesarz Japonii                             | - 1428 Go-Hanazono 1464 |
| Kalif                                      | - 1441 Al-Mustakfi II 1451 |
| Król Kastylii i Leónu                      | - 1406 Jan II Kastylijski 1454 |
| Patriarcha Konstantynopola                 | - 1443 Grzegorz III Mammas 1450 |
| Władca Korei                               | - 1418 Sejong Wielki 1450 |
| Wielki książę litewski                     | - 1440 Kazimierz IV Jagiellończyk 1492 |
| Cesarz Majapahitu                          | - 1447 Kertawidżaja 1451 |
| Sułtan Maroka                              | - 1421 Abdulhak II 1465 |
| Senior Monako                              | - 1436 Jan I 1454 |
| Wielki książę moskiewski                   | - 1425 Wasyl II Ślepy 1462 |
| Król Nawarry                               | - 1441 Jan II Aragoński 1479 |
| Król Norwegii                              | - 1442 Krzysztof Bawarski 1448 |
| Sułtan Omanu                               | - 1435 Abu al-Hasan 1451 |
| Elektor Palatynatu                         | - 1436 Ludwik IV 1449 |
| Papież                                     | - 1439 Feliks V 1449 - 1447 Mikołaj V 1455 |
| Król Portugalii                            | - 1438 Alfons V 1481 |
| Cesarz Rzymski (niemiecki)                 | - 1440 Fryderyk III Habsburg 1493 |
| Kapitanowie Regenci San Marino             | - 1447 Francesco di Niccolò Filippo di Antonio Madroni 1448 - 1448 Barnaba di Antonio Lunardini Giacomo d'Antonio Sammaritani 1448 - 1448 Baldassarre di Giovanni Cecco di Giovanni da Valle 1449 |
| Despota Serbii                             | - 1429 Jerzy I Branković 1456 |
| Elektor Saksonii                           | - 1428 Fryderyk II Łagodny 1464 |
| Król Szkocji                               | - 1437 Jakub II 1460 |
| Król Szwecji                               | - 1440 Krzysztof Bawarski 1448 - 1448 Bengt i Nils Jönsson (Oxenstierna) 1448 - 1448 Karol Knutsson Bonde 1457                                                                                    |
| Król Tajlandii                             | - 1424 Borommaracha Thirat II 1448 - 1448 Borommatrailokkanat 1488 |
| Sułtan Turków                              | - 1446 Murad II 1451 |
| Doża Wenecji                               | - 1423 Francesco Foscari 1457 |
| Król Węgier                                | - 1444 Władysław Pogrobowiec 1457 |
| Cesarz Wietnamu                            | - 1442 Lê Nhân Tông 1459 |
| Wielki mistrz zakonu krzyżackiego          | - 1441 Konrad von Erlichshausen 1450 |

Rok 1448 / MCDXLVIII
stulecia: XIV wiek ~
XV wiek ~
XVI wiek

lata: 1438 «
1443 «
1444 «
1445 «
1446 «
1447 «
1448
» 1449
» 1450
» 1451
» 1452
» 1453
» 1458

## Wydarzenia w Polsce
- Marcin Król z Żurawicy ufundował na Uniwersytecie pierwszą kolegiatę astrologii.
- Pierwsze wzmianki o powstaniu miasta Siedlce.
- obradował wspólny Sejm Korony i Litwy w Lublinie.
- w sierpniu[1] obradował sejm Wielkiego Księstwa Litewskiego w Nowogródku[2].

## Wydarzenia na świecie
- 17 lutego – podpisano konkordat pomiędzy Watykanem i Świętym Cesarstwem Rzymskim.
- 28 września – Christian I został koronowany na króla Danii.
- 17 października – Bitwa na Kosowym Polu. Klęska wojsk węgierskich wobec Turków.
- Papież Mikołaj V założył Bibliotekę Watykańską.
- Jan Gutenberg założył drukarnię.

## Urodzili się
- Wit Stwosz (Veit Stoß, Veit Stoss), rzeźbiarz, grafik i malarz, jeden z najwybitniejszych przedstawicieli późnego gotyku w rzeźbie (ur. ok. 1448; zm. 1533)

## Zmarli
- 31 października – Jan VIII Paleolog, cesarz bizantyński (ur. 1392)
- Wincenty Kot – prymas Polski, podkanclerzy koronny (ur. 1395).
- Albrecht z Koldic – czeski szlachcic, dowódca z okresu wojen husyckich (ur. ?)